# Clankamp.dk
 Der er for få eller ingen kildehenvisninger i denne artikel, hvilket er et problem. Du kan hjælpe ved at angive troværdige kilder til de påstande, som fremføres i artiklen.

Clankamp.dk var en af Danmarks største e-sport-sider med henblik på Counter-Strike 1.6. 
Clankamp.dk var Danmarks største clandatabase og bl.a. arrangør af CK-LAN.[kilde mangler]
Clankamp.dk har eksisteret siden 2004, og har siden da udviklet sig meget.
 
I 2007 afviklede clankamp.dk sit første LAN-event, hvor 330 deltagere var med.
 Der blev dystet i counter-strike 1,6 i en A, B og C turnering.
Efter at have været nede i 2 år, er clankamp.dk kommet op igen i år 2010 med et nyt moderne website, og med nye kræfter. Nu fokusere de på både Counter-strike 1.6 og Counter-strike Source på lige fod.
| Internet | Spire Denne internet-relaterede artikel er en spire som bør udbygges. Du er velkommen til at hjælpe Wikipedia ved at udvide den. |